# Tharra nausikaa
Tharra nausikaa är en insektsart som beskrevs av George Willis Kirkaldy 1907. Tharra nausikaa ingår i släktet Tharra och familjen dvärgstritar. Inga underarter finns listade i Catalogue of Life.